# Bothriocyrtum californicum
Bothriocyrtum californicum, o California trapdoor spider, és una espècie d'aranya de la família dels halonopròctids (Halonoproctidae). És troba als Estats Units on és endèmica a Califòrnia. El mascle descrit per Gertsch i Wallace el 1936 feia 21,5 mm.

## Galeria

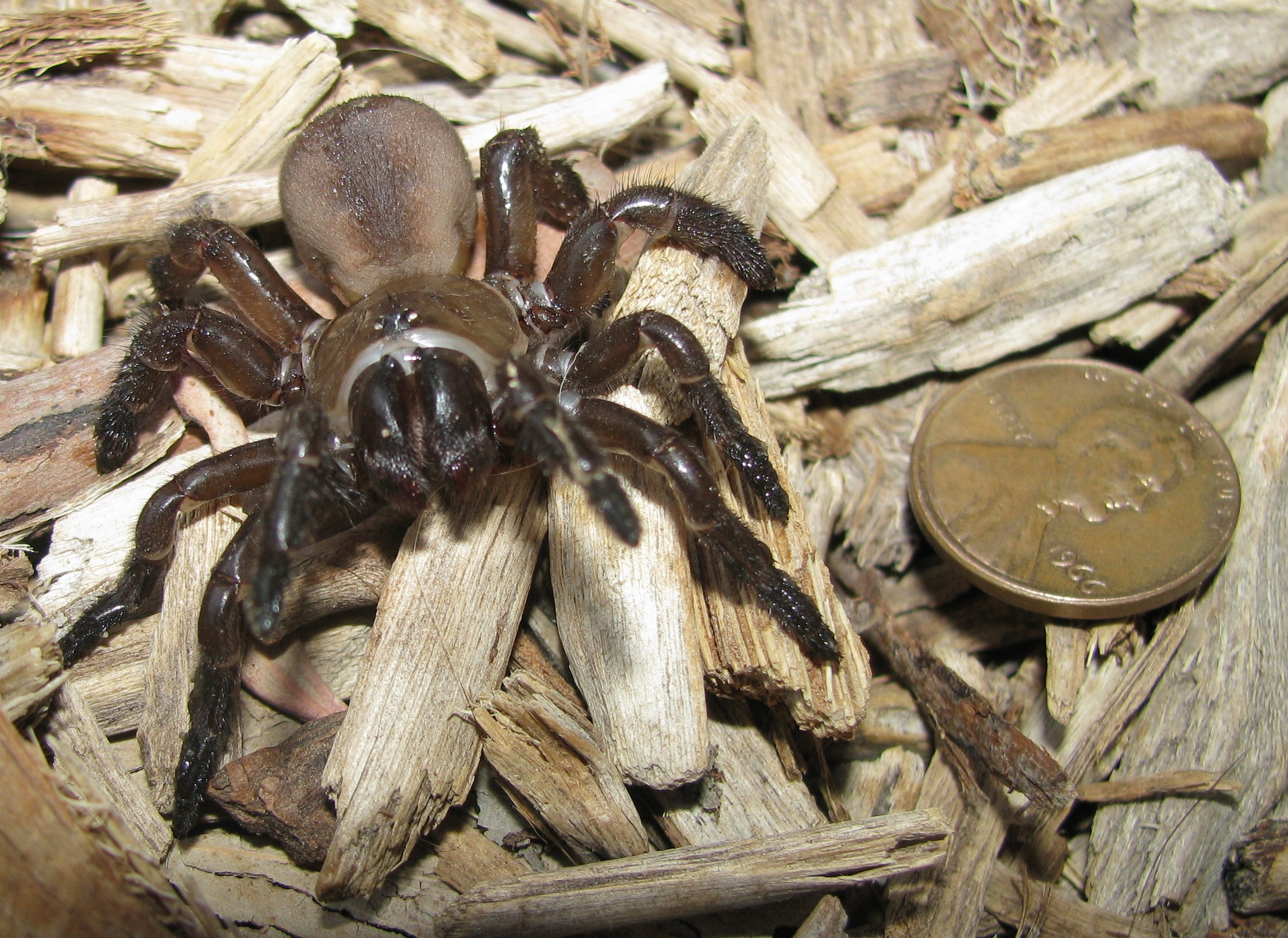
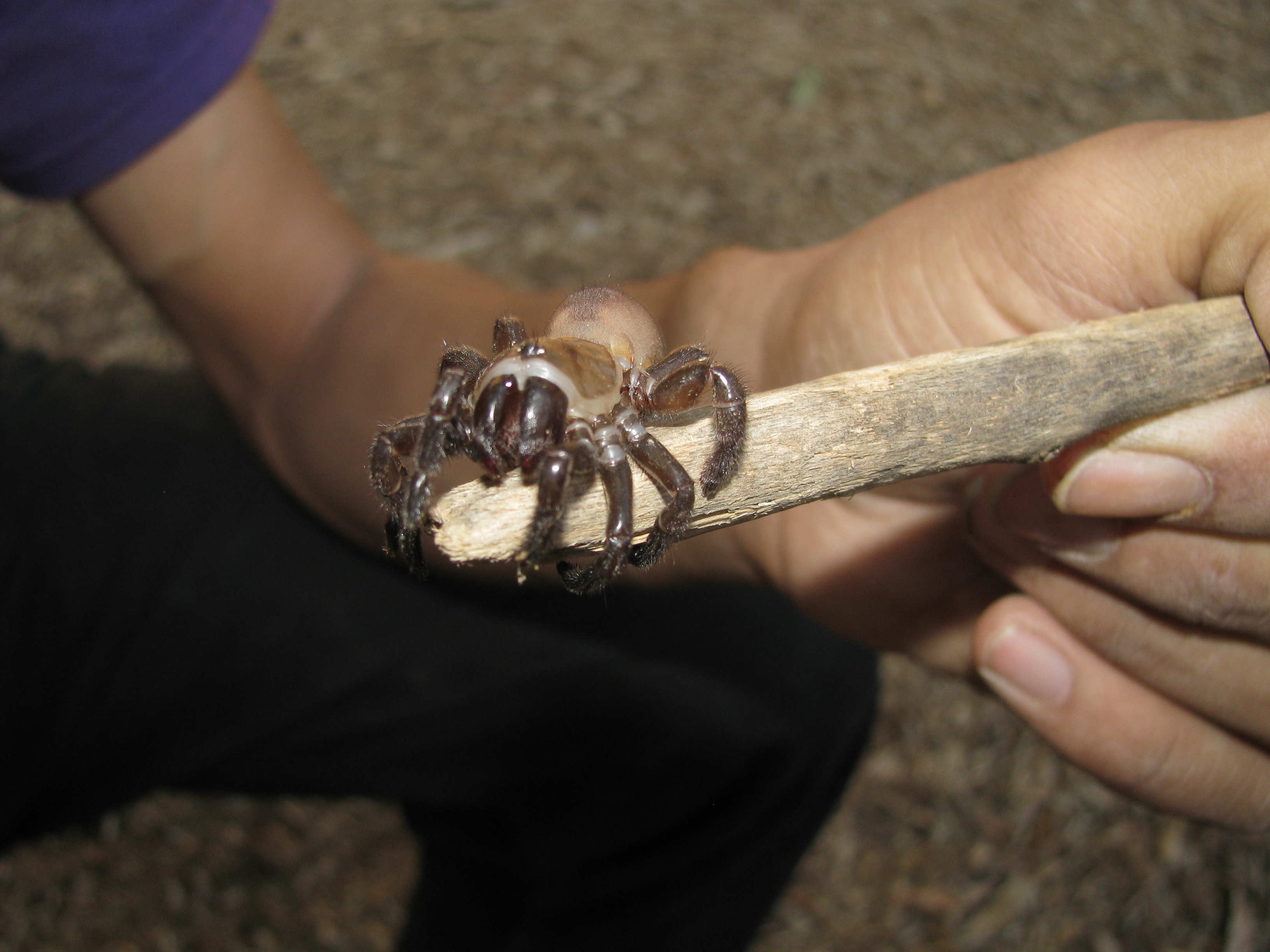